# Eduardo José Gomes Camessele Mendes
Eduardo José Gomes Camessele Mendes, noto come Dito (Barcelos, 18 gennaio 1962 – Monção, 3 settembre 2020), è stato un calciatore, allenatore di calcio e dirigente sportivo portoghese, di ruolo difensore.
È scomparso improvvisamente nel settembre 2020 all'età di 58 anni per un sospetto problema cardiaco occorsogli nel ritiro precampionato del Gil Vicente, compagine nella quale ricopriva il ruolo di direttore generale.

## Palmarès

### Giocatore

#### Competizioni nazionali
- Campionato portoghese: 1

Benfica: 1986-1987
- Coppa del Portogallo: 1

Benfica: 1986-1987